# 尼崎ドライブスクール
尼崎ドライブスクール（あまがさきドライブスクール）は兵庫県尼崎市にある公安委員会指定の自動車教習所である。 

## 概要
旧名尼崎自動車教習所。カーワックス製造大手のソフト99コーポレーショングループアスモ株式会社が母体運営している教習所であり、総合自動車学校と謳っているだけに指定自動車教習所において取得できるすべての運転免許（一種、二種、自動二輪）の運転免許が取得可能。
年間入所者数は兵庫県でも常に上位に位置する（H26年1月～12月累計で兵庫県1位）。毎年8月下旬に交通遺児チャリティーの夏祭りを催し地域密着型の教習所として知られ地元ではあまドラとして親しまれている。無料駐車場完備。無料託児所もある。
2007年7月より兵庫労働局の登録を受け、フォークリフト運転等の各種技能講習なども行っている。2021年4月からはJUIDA（一般社団法人日本UAS産業振興協議会）認定のドローン教習もスタートさせた。

## 所在地
兵庫県尼崎市北初島町13番地 

### アクセス
- 阪神本線・阪神なんば線大物駅から阪神バス尼崎市内線で約10分「尼崎ドライブスクール前」または「コスモ工業団地前」下車。
- 尼崎市内および大阪市西淀川区内各所から無料送迎バスあり。
- 2021年7月31日から阪神バスと提携の上、尼崎市内各地から当校まで乗り入れる尼崎市内線の路線バスを開設。教習生は学校から交付される教習者手帳・阪神バス全線パスの提示で無料乗車可能（費用は学校負担）。その他の来校者も一旦運賃支払の上、学校受付での払い戻しおよび帰りの乗車券交付により運賃無料とする扱いを行う[2][3]。
■AD1番 - 武庫営業所 行（阪神大物、県立尼崎高校前、阪神尼崎 (北)、昭和通8丁目、市役所、JR立花 (上)、裁判所、北雁替公園前、阪急武庫之荘 (南)、守部公園、西武庫公園経由）
■AD2番 - 阪急塚口 行（阪神大物、阪神尼崎 (北)、東難波町3丁目、尼崎総合医療センター、尾浜西口経由）
■AD3番 - 阪急園田 (北) 行（阪神大物、社協会館、JR尼崎 (南)、小田南生涯学習プラザ前、小園、額田経由）

## 取得免許
- 普通一種 （MT・AT）
- 普通二種 （MT・AT）
- 中型・大型一種
- 中型・大型二種
- 小型自動二輪車 （MT・AT）
- 普通自動二輪 （MT・AT）
- 大型自動二輪 （MT・AT）
- 大型特殊一種
- 牽引一種
- 各種限定解除

## 取扱運転講習 （兵庫県公安委員会）
- 原付講習
- 高齢者講習と認知機能検査
- 初心運転者講習

- 取得時講習 （一種・二種）
- 取消処分者講習

## 技能講習 （兵庫労働局長登録）
- フォークリフト運転 技能講習 （H19/7開講）
- 高所作業車運転 技能講習 （H20/5開講）
- 玉掛け 技能講習 （H20/6開講）
- 小型移動式クレーン運転 技能講習 （H20/6開講）

いずれの講習も予約すれば比較的すぐに受講可能で、土日コースが特に充実しているのが魅力である。

## その他教習（講習）
- ペーパードライバー教室
- 児童 （特に園児） 向け交通安全教室 （毎年6月ごろ3回位行われている）
- 企業向け安全運転診断 （『ATEC』ADS交通教育センター）
- 企業向け既得免許者研修（新入社員・事故者対象）
- 高校生向け「高校生の交通社会学」講習を保健体育や道徳の授業で実施（H21/12開講）

厚生労働大臣指定講座が数コースあり教育訓練給付金制度の利用が可能

## 教習車両
- MT教習車 マツダ・アクセラ
- AT教習車 三菱・ランサー、マツダ・アテンザ
- AT高速教習車 マツダ・アテンザ
- 中型教習車 いすゞ・フォワード
- 大型一種教習車 UD・クオン
- 大型二種教習車 UD・スペースランナーRA、日野・ブルーリボンII
- 普通二種教習車 トヨタ・コンフォート他

この他、ホンダ・ステップワゴン、三菱・アウトランダーが各1台、各種の運転講習用等にトヨタ・クラウンが数台ある。

## 関連事業
母体のアスモ株式会社が展開している事業
- 自動車教習事業
- 温浴事業
- 『となりで止め太郎』 という独自開発 （既に特許取得済み） の補助ブレーキ装置を発売。防衛省へも納品